# NGC 7808
NGC 7808 (również PGC 243) – galaktyka soczewkowata (S0), znajdująca się w gwiazdozbiorze Wieloryba. Odkrył ją Frank Muller w 1886 roku. Należy do galaktyk Seyferta typu 1.